# Carapinha
Carapinha is een plaats (freguesia) in de Portugese gemeente Tábua en telt 405 inwoners (2001).